# 1710 в Україні

## Події
- Найперша Конституція у світі написана Гетьманом України Пилипом Орликом.

## Особи

### Народились
- Білоградський Тимофій (1710—1782) — український композитор, лютніст й кобзар-бандурист.
- Нестелей Іван Федорович (1710—1781) — військовий та державний діяч доби Гетьманщини, військовий канцелярист, сотник Басанської сотні, полковий хорунжий.
- Піковець Іван Васильович (1710—1751) — сотник Лукомської сотні Лубенського полку (1732—1741 рр.), писар Генерального військового суду (1743—1751).
- Стеценко Григорій Андрійович (1710—1781) — маляр-монументаліст і портретист.
- Феофан (Чарнуцький) (1710—1773) — єпископ Російської православної церкви, єпископ Нижегородський та Алатирський (1753—1773).

### Померли
- Семен Палій — військовий діяч, полковник Фастівського полку, один з керівників антипольського повстання на Правобережжі
- Миха́йло Андре́лла — громадський та церковний діяч, письменник-полеміст.

## Засновані, зведені
- Лисичанськ
- Великі Селища
- Верхньобогданівка
- Верхня Солотвина
- Гута-Шершнівська
- Довгалівка (Балаклійський район)
- Заайдарівка
- Іванківці (Тиврівський район)
- Карпилівка (Срібнянський район)
- Кислівка (Куп'янський район)
- Крижанівка (Хмільницький район)
- Липа (Долинський район)
- Лісова Лисіївка
- Покутине
- Раславка
- Семирівка
- Сербанівка
- Скоробагатьки
- Слобода-Кустовецька
- Соколівка (Васильківський район)
- Сьомаки (Хмільницький район)
- Терешківка (Ніжинський район)
- Томахівка
- Хмельовик
- Чепелі (Хмільницький район)
- Червона Волока
- Щербаки (Богодухівський район)
- Ярошівка (Дергачівський район)
- Костел святого Лаврентія (Тайкури)